# Little Compton (Rhode Island)
Little Compton é uma vila localizada no estado americano de Rhode Island, no condado de Newport. Foi fundada em 1682 e incorporada em 1746.

## Geografia
De acordo com o United States Census Bureau, a cidade tem uma área de 74,6 km², onde 53,1 km² estão cobertos por terra e 21,4 km² por água.

## Demografia
Segundo o censo nacional de 2010, a sua população é de 3 492 habitantes e sua densidade populacional é de 65,71 hab/km². É a localidade menos populosa do condado de Newport. Possui 2 367 residências, que resulta em uma densidade de 44,54 residências/km².